# Lovisa kärnkraftverk
Lovisa kärnkraftverk är ett kärnkraftverk i Lovisa i Finland, på ön Hästholmen utanför stadens centrum. Kraftverket med två reaktorer ägs och drivs av Fortum.
Kraftverket började byggas 1970, som Finlands första kärnkraftverk. Kraftverket består av två ryskkonstruerade tryckvattenreaktorer av typen VVER V-213 som startade kommersiell drift maj 1977 respektive januari 1981. Reaktorerna levererades av dåvarande Sovjetunionen, men försågs med inneslutning designad av Westinghouse samt instrumentering och processdator från Siemens. Med anledning av detta kallas verket skämtsamt för "Eastinghouse".
De båda reaktorinneslutningarna är av iskondensor-typ.
Fortum ansökte 2009 om att bygga en tredje reaktor i Lovisa, med en effekt på 1 000–1 800 MW, men dessa planer har ännu (2019) inte blivit verklighet.

## Reaktorer

### Lovisa 1
Lovisa 1 är av typen tryckvattenreaktor (VVER). Vid starten 1977 var nettoeffekten 440 MW. I LOMO-projektet april 1998 höjdes effekten till 507 MW.

### Lovisa 2
Lovisa 2 är av typen tryckvattenreaktor (VVER). Vid starten 1981 var nettoeffekten 440 MW. I LOMO-projektet april 1998 höjdes effekten till 507 MW.